# Hippodrome de Deauville-La Touques
 (avril 2025).
L'hippodrome de Deauville La Touques est un hippodrome qui se situe à Deauville dans le Calvados, en France.

## Historique
Sur l'initiative du duc de Morny, fondateur de la station de Deauville, l'hippodrome est inauguré en août 1863, année pendant laquelle deux premières réunions de courses sont organisées les 14 et 15 août. Peu à peu, le meeting s'étoffe, avec la création de la Coupe de Deauville en 1866, dotée de 20 000 F et d'un objet d'art de 10 000 F puis du Grand Prix de Deauville en 1871. Au XXIe siècle, le meeting d'août est toujours le plus prestigieux, notamment au moment des célèbres ventes de yearlings à l'établissement Élie-de-Brignac. Les principales épreuves sont les 5 courses de Groupe 1 :
- le prix Rothschild (ex-prix d'Astarté) pour les femelles de 3 ans et au-dessus sur 1 600 m, le premier dimanche du meeting (le dernier dimanche de juillet ou le premier d'août selon les années) ;
- le prix Maurice-de-Gheest, sprint sur 1 300 m le second dimanche ;
- le prix Jacques-Le-Marois, épreuve la plus dotée de l'année sur cet hippodrome, sur 1 600 m courue le troisième dimanche ;
- le prix Morny, pour les poulains de 2 ans, le quatrième dimanche ;
- le prix Jean-Romanet, réservé aux femelles et disputé le même jour sur 2 000 m, devenu depuis 2009, la 5e épreuve de Groupe 1 (courses d'élite) courue sur cet hippodrome.

D'autres courses d'importance, toutes de Groupe 2, se disputent pendant cette période comme le prix de Pomone sur 2 500 m, le prix du Calvados sur 1 400 m (promu groupe 2 en 2018), le prix Guillaume-d'Ornano sur 2 000 m, le prix Kergorlay sur 3 200 m ou encore le Grand prix, sur 2 500 m, qui clôture traditionnellement la saison estivale le dernier dimanche d'août.
Les structures de l'hippodrome se sont progressivement modernisées. En 1890, un pavillon des balances de style néo-normand est construit. Il est toujours visible aujourd'hui. En 1913, l'hippodrome se dote de la piste en ligne droite sur laquelle se courent les meilleures épreuves deauvillaises, ainsi que de tribunes en brique. En 1982, l'hippodrome devient un centre d'entraînement qui accueille des chevaux toute l'année. En 1991, des courses supplémentaires sont créées en octobre.
En 1995, le site est entièrement réhabilité (notamment les tribunes) ; il accueille désormais un restaurant panoramique et le rond de présentation dont l'aménagement est modifié. Le 6 juillet 2003, une nouvelle piste en sable de 2 000 m de circonférence, installée à l'intérieur de celle en gazon, est inaugurée. Elle permet depuis lors d'organiser des compétitions quelles que soient les conditions météorologiques. Ainsi, pendant l'hiver 2003-2004, le premier meeting d'hiver voit le jour. En janvier 2007, les premières courses sont organisées en matinée. L'hippodrome de la Touques devient alors l'hippodrome français qui accueille le plus de courses de galop plates en France.
En mai 2016, l'hippodrome accueille plusieurs épreuves de l'hippodrome de Longchamp, fermé pour travaux, comme les prestigieuses poules d'essai des poulains et poules d'essai des pouliches, ainsi que le prix Saint-Alary, tous trois des courses de groupe 1. Ces trois prix ont également eu lieu à Deauville en mai 2017 avant leur retour sur le nouvel hippodrome de ParisLongchamp en 2018. En juin et juillet 2016, l'hippodrome a également accueilli plusieurs réunions de courses de l'hippodrome de Maisons-Laffitte, inondé par une importante crue de la Seine. En juillet 2018, France Galop transfère à l'hippodrome de la Touques le prix Jean Prat, habituellement couru à Chantilly, devenant ainsi le 6e groupe 1 deauvillais. En juin 2020, l'hippodrome accueille une 3e fois les poules d'essai des poulains et les poules d'essai des pouliches car l'hippodrome de Longchamp reste fermé en raison des restrictions sanitaires liées à la Covid-19 en Île-de-France. Les courses ont néanmoins lieu à huis clos, c'est-à-dire sans public, ni propriétaires de chevaux. En novembre 2021, un éclairage à LED de la piste en sable fibré et du rond de présentation est mis en place afin d'organiser des courses en soirée, qui est un meilleur créneau horaire que les matinées pour la diffusion télévisée et la prise de paris. Les bâtiments sont également mis en lumière à cette occasion.

## Caractéristiques techniques
L'hippodrome accueille des courses hippiques de plat, réparties principalement en trois meetings : un meeting d'été en juillet et en août, un mini-meeting d'octobre de 3 jours pendant les ventes de yearlings et un meeting d'hiver de novembre à mars. Situé au 45 de l'avenue Hocquart-de-Turtot, il se situe au cœur de la station balnéaire. Il y a 3 pistes : 2 en gazon (une piste ronde, parfaitement plate de 2 200 m de circonférence et une piste en ligne droite de 1 600 m) et 1 en sable fibré d'environ 2 100 m, la seule éclairée depuis 2021.

## Accès
En train : Gare SNCF de Deauville (départ de Paris Saint Lazare).
En voiture : Autoroute A13 Paris-Caen, prendre l'embranchement Deauville puis suivre la route jusqu'au centre-ville. Après la gare, prendre a gauche sur l'avenue de la république. Avant l'église, tourner à gauche direction Saint-Arnoult. L'hippodrome est à 400 m sur la gauche. Avec l'application Waze sélectionner "Hippodrome Deauville-La Touques".